# Инглсајд (Тексас)
Инглсајд (енгл. Ingleside) град је у америчкој савезној држави Тексас. По попису становништва из 2010. у њему је живело 9.387 становника.

## Демографија
Према попису становништва из 2010. у граду је живело 9.387 становника, што је 1 (0,0%) становника мање него 2000. године.
| Група             | 2000.         | 2010.         |
| Белци             | 5.876 (62,6%) | 5.021 (53,5%) |
| Афроамериканци    | 526 (5,6%)    | 175 (1,9%)    |
| Азијати           | 175 (1,9%)    | 198 (2,1%)    |
| Хиспаноамериканци | 2.601 (27,7%) | 3.834 (40,8%) |
| Укупно            | 9.388         | 9.387         |